# Stenia branealis
Stenia branealis là một loài bướm đêm trong họ Crambidae.